# Slovakiens ambassad i Stockholm
Slovakiens ambassad i Stockholm är Slovakiens diplomatiska representation i Sverige. Ambassadör sedan 14 december 2022 är Ľubomir Čaňo. Ambassaden upprättades 1993 då Tjeckoslovakien delades. Diplomatkoden på beskickningens bilar är EJ.

## Fastigheter
Ambassaden är belägen på Arsenalsgatan 2. Byggnaden ritades av Johan Erik Söderlund och uppfördes 1863-64. Ambassaden disponerar lokaler på den tredje våningen.

## Beskickningschefer
| Namn             | Period    | Funktion   |
| ---------------- | --------- | ---------- |
| Jaroslav Auxt    | 2013–2017 | Ambassadör |
| Martina Balunová | 2017–2022 | Ambassadör |
| Ľubomir Čaňo     | 2022–     | Ambassadör |